# Amasra
Amasra (del grec Amastris Ἄμαστρις, gen. Ἀμάστριδος) és una petita ciutat portuària de la mar Negra situada a la província de Bartın, Turquia. La ciutat és actualment molt apreciada per les seves platges i el seu entorn natural, que ha fet del turisme una de les activitats més importants per als seus habitants. L'alcalde n'és Emin Timur (CHP).

## Història
Amastris era una antiga ciutat de Paflagònia, a la riba del riu Amastris. Segons Estrabó, ocupava una península, i a cada costat de l'istme hi havia un port.
Inicialment la ciutat s'anomenava Sèsam (Σήσαμος), i amb aquest nom la menciona Homer al "Catàleg dels troians" a la Ilíada, on diu que Pilemenes va guiar un contingent amb tropes d'aquesta ciutat i d'altres del seu regne a la guerra de Troia per ajudar el rei Príam.
Va rebre el seu nom de la neboda del rei persa Darios III, Amastris d'Heracleia, casada amb el tirà Dionís d'Heraclea, i després, en enviduar, casada amb Lisímac de Tràcia. Estrabó diu que l'any 300 aC quan Amastris d'Heracleia es va separar de Lisímac, va unir en un sinecisme les ciutats de Sesamos, Citoros, Cromna i Teion per fundar la ciutat d'Amastris, encara que Teion se'n va separar poc després. Les altres ciutats es van mantenir juntes, i Sesamos n'era l'acròpoli, i sembla que el nom de la ciutat que hi havia a la península havia estat Sesamos. Pomponi Mela parla de Sesamos i Cromna com a ciutats de Paflagònia i en canvi no menciona Amastris.
Lucul·le la va ocupar durant les Guerres Mitridàtiques. Quan Plini el Jove era governador de Bitínia va fer una descripció d'Amastris en una carta a l'emperador Trajà. Diu que era una bonica ciutat amb un espai obert molt llarg vora d'un corrent d'aigua que s'anomenava riu, però que era brut i pudent. Plini va obtenir permís de l'emperador per cobrir aquest clavegueram. Una moneda del temps d'aquest emperador anomena "Metròpolis" a la ciutat. Va existir fins al segle VII.